# Crocidophora flavofasciata
Crocidophora flavofasciata là một loài bướm đêm trong họ Crambidae.